# Добруский, Вацлав
Вацлав Добруский (чеш. Václav Dobruský, болг. Вацлав Добруски; 1858 — 1916) — болгарский учёный-археолог чешского происхождения. Заложил основы болгарской археологии, был автором более 50 статей по античной археологии, эпиграфике и истории.

## Биография
Родился 11 августа 1858 года в местечке Гержманув-Местец Австро-Венгрии, ныне Пардубицкий край Чехии.
Окончил философский факультет Карлова университета в Праге, где изучал древнегреческий латинский языки. После окончания университета был направлен в недавно получившую независимость Болгарию для работы учителем. С 1880 по 1886 годы Добруский преподавал латынь в гимназии города Пловдив. В это время он начал свои исследования по археологии в болгарской части Фракии, изучая эпиграфику.
В 1885 году Вацлав Добруский переехал в Софию, тогда столицу княжества Болгарии. В 1886—1893 годах был преподавателем латинского языка в софийской гимназии для мальчиков. С 1890 по 1910 год читал лекции по античной археологии в университете (ныне Софийский университет). В 1893 году он был назначен директором только созданного Национального археологического музея, организовал выставки экспонатов музея в Праге и Вене.
Заниаясь археологией, лично возглавил раскопки асклепиона недалеко от села Златна-Панега (1903—1906), нимфеума в Огняново (1904), остатки древних городов Эскус (1904—1905) и Никополь-на-Истре (1906—1909). Результаты раскопок пополняли фонд археологического музея, в котором на 1 февраля 1910 года было 5504 экспоната и 16 135 монет. В 1910 году на посту директора его сменил Богдан Филов, известный болгарский археолог и искусствовед. В 1911 году Добруский вернулся в Прагу, где с 1912 по 1914 год преподавал латинский и греческий языки в Карловом университете. С 1916 года до конца жизни возглавлял библиотеку Королевского чешского общества наук (ныне Академия наук Чехии).
Умер 24 декабря 1916 года в Праге.